# Jean Bouin
Alexandre François Étienne Jean Bouin (Marsiglia, 21 dicembre 1888 – Xivray-et-Marvoisin, 29 settembre 1914) è stato un mezzofondista francese.

## Biografia
Prese parte ai Giochi olimpici di Londra 1908 nella gara dei 1500 metri piani (dove non riuscì a qualificarsi per la finale) e nei 3 miglia a squadre; in quest'ultima gara corse con i connazionali Louis Bonniot de Fleurac, Joseph Dréher, Paul Lizandier, Alexandre Fayollat. Bouin fu squalificato, ma ricevette comunque la medaglia di bronzo conquistata dalla sua squadra.
Nel 1912 partecipò alle Olimpiadi di Stoccolma conquistando la medaglia d'argento nei 5000 metri piani. 
Titolare del record mondiale nei 5000 metri, questo venne battuto solo nel 1934 da Roger Rochard e poi da Jacques Vernier nel 1948, mentre il suo record mondiale di 10.000 metri cadde solo nel 1942 (Lalanne). Il 16 novembre 1911 allo stadio Colombes, Jean Bouin batté il record mondiale delle 6 miglia in 29 min 51 sec 6, il record del mondo per la mezz'ora con 9,721 km e il record del mondo in 10.000 m in 30 min 58 sec 8 10 Nel luglio 1912 alle Olimpiadi di Stoccolma, Jean Bouin batté il record del mondo delle 3 miglia in 14 min 07 sec 2, dei 15 km con 47 min 18 6 secondi, il record del mondo di 11 miglia in 55 min 54 sec. Bouin fu il primo uomo a correre più di 19 km in un'ora (Stadio olimpico di Stoccolma, estate 1913).
Morì combattendo per la Francia nei primi mesi della prima guerra mondiale. Molti stadi portano il suo nome in francese, tra cui lo Stadio Jean Bouin di Parigi e lo stadio omonimo di Angers, situato sempre in Francia.

## Palmarès
| Anno | Manifestazione            | Sede      | Evento             | Risultato | Prestazione | Note  |
| ---- | ------------------------- | --------- | ------------------ | --------- | ----------- | ----- |
| 1908 | Giochi della IV Olimpiade | Londra    | 1500 metri         | batterie  | 4'17"0      |       |
| 1908 | Giochi della IV Olimpiade | Londra    | 3 miglia a squadre | Bronzo    | 32 p.       | [ 1 ] |
| 1912 | Giochi olimpici           | Stoccolma | 5000 metri         | Argento   | 14'36"7     |       |
| 1912 | Giochi olimpici           | Stoccolma | Cross individuale  | dnf       | dnf         |       |